# 威廉·李维特
威廉·杰尔德·李维特（英語：William Jaird Levitt，1907年2月11日—1994年1月28日）是美国房地产开发商。 在担任Levitt & Sons总裁期间，他被广泛誉为现代美国郊区之父。 他被时代杂志评为“时代100人：本世纪最重要的人物”之一。